# Dahliana gilcolladoi
Dahliana gilcolladoi is een muggensoort uit de familie van de steekmuggen (Culicidae). De wetenschappelijke naam van de soort is voor het eerst geldig gepubliceerd in 1985 door Sánchez-Covisa Villa, Rodríguez Rodríguez & Guillén Llera.